# David Solway
David Solway, né le 8 décembre 1941 à Sainte-Agathe-des-Monts, est un poète, critique littéraire, professeur et écrivain québécois,.

## Biographie
David Solway est né en 1941. Il est le fils de Sylvia Rabinovitch et de Samuel Solway. Il a fait ses études à l'Université McGill.
Il enseigne la littérature anglaise pendant plusieurs années au Collège John Abbott à Montréal, ainsi qu'au Collège Dawson,. Il a aussi été chargé de cours en littérature anglaise à l'Université McGill.
Ses nombreux ouvrages de poésie lui valent une reconnaissance internationale. Il publie aussi des livres de voyages ainsi que des essais et des ouvrages critiques.
En 1995, il obtient une maîtrise de l'Université de Sherbrooke en éducation. Son mémoire s'intitule: Teaching Down or Learning Up.
Il est invité comme auteur en résidence à l'Université Concordia pour l'année universitaire 1999-2000.
Il collabore comme rédacteur à PJ Media (en), un site étatsunien qui promeut une idéologie de droite,. Ce média se fait reprocher à plusieurs reprises de diffuser de la désinformation et des affirmations erronées,,. Dans ses chroniques, Solway défend ardemment, comme dans certains de ses essais, des positions polémiques allant du climato-négationnisme (il parle de « croisade verte » pour dénigrer les environnementalistes) au conservatisme social; il s'oppose au projet de loi canadienne C-4 interdisant les thérapies de conversions des personnes transgenres et nie le racisme systémique. Les cibles de ses écrits sont autant les féministes, que les gens et les partis politiques dits de gauche,,.
Après avoir vécu sur des îles en Grèce et dans les Cantons-de-l'Est, David Solway habite maintenant à Hudson.

## Citations
« Nos politiciens actuels n'ont pas réellement d'idées, car ils ne lisent pas les grands écrivains et les grands penseurs. Ils ont plutôt une culture technologique et spécialisée. Les grands hommes d'État n'existent plus. »

## Œuvres

### Poésie

#### En anglais
- The Road to Arginos, Lasalle, New Delta, 1976, 65 p.
- Twelve Sonnets, Montréal, Mansfield Book Mart, 1978, 12 p.
- Mephistopheles and the Astronaut, Oakville (Ontario), Mosaic Press, 1979, 63 p.
- Stones in Water (1983)
- Modern Marriage, Montréal, Signal Editions, 1987, 63 p.  (ISBN 978-0-91989-082-4)
- Bedrock, Montréal, Signal Editions, 1993, 105 p.  (ISBN 978-1-55065-041-9)
- Chess Pieces, Montréal, McGill-Queen's University Press, 1999, 79 p.  (ISBN 978-0-77351-901-5)
- Saracen Island: The Poetry of Andreas Karavis (sous le pseudonyme Andreas Karavis), Montréal, Signal Editions 2000, 134 p.  (ISBN 978-1-55065-131-7)
- An Andreas Karavis Companion, Montréal, Vehicule Press, 2000, 157 p.  (ISBN 978-1-55065-132-4)
- The Lover's Progress: Poems after William Hogarth, Erin (Ont.), Porcupine's Quill, 2001, 70 p.  (ISBN 978-0-88984-229-8)
- Franklin's Passage, Montréal, McGill-Queen's University Press, 2003, 75 p.  (ISBN 978-0-77357-440-3)
- The Pallikari Of Nesmine Rifat (as Nesmine Rifat), Fredericton, Goose Lane, 2004, 76 p.  (ISBN 978-0-86492-424-7)
- Reaching for Clear: The Poetry of Rhys Savarin, Montréal, Signal Editions, 2006, 100 p.  (ISBN 978-1-55065-217-8)
- Installations, Montréal, Signal Editions - the poetry imprint at Véhicule Press, 2015, 86 p.  (ISBN 978-1-55065-425-7)

#### En traduction française
- Poèmes choisis 1963-2003, (choix des poèmes, traduction et présentation par Yves Gosselin), Montréal, Noroît, 2004, 74 p.  (ISBN 978-2-89018-533-3)
- Passage de Franklin, Montréal, Éditions du Noroît, 2012, 77 p. (ISBN 978-2-89018-745-0)

### Essais et critiques

#### En anglais
- Education Lost, Toronto, OISE Press, 1989, 141 p.  (ISBN 978-0-77440-330-6)
- Random Walks, Montréal, McGill-Queen's University Press, 1997, 313 p.  (ISBN 978-0-77351-648-9)
- The anatomy of Arcadia, Montréal, Véhicule Press, 1992, 290 p.  (ISBN 978-1-55065-026-6)
- Lying about the Wolf: Essays in Culture & Education, Montréal, McGill-Queen's University Press, 1997, 313 p.  (ISBN 978-0-77351-536-9)
- The Turtle Hypodermic of Sickenpods: Liberal Studies in the Corporate Age, Montréal, McGill-Queen's University Press, 2000, 188 p.  (ISBN 978-0-77352-111-7)
- Director's Cut, Erin (Ont.), Porcupine's Quill, 2003, 209 p.  (ISBN 978-0-88984-272-4)
- The Big Lie: On Terror, Antisemitism, and Identity, Toronto, LMB Editions, 2007, 299 p.  (ISBN 978-0-9781765-0-1)
- Hear, O Israel!, Brandfort (Ont.), Mantua Books, 2009, 299 p.  (ISBN 978-0-97340-653-5)
- Notes from a Derelict Culture, Londres, Black House Publishing, 2019, 230 p.  (ISBN 978-1-91275-926-2)

#### En traduction française
- Le bon prof : essais sur l'éducation, (Traduction de textes tirés des vol. suivants: Education lost, Lying about the wolf, The turtle hypodermic of sickenpols), Montréal, Bellarmin, 2008.  (ISBN 978-2-89007-966-3)

### Ouvrages collectifs
- Judith-Louise Thibault, Le groupe des huit : huit poètes anglo-québécois : Stephanie Bolster, Norm Sibum, Michael Harris, David Solway, Eric Ormsby, Carmine Starnino, Robyn Sarah, Peter van Toorn : anthologie, Montréal, Éditions du Noroît, 2008, 222 p.  (ISBN 978-2-89018-619-4)

## Prix et honneurs
- 1988 : Prix A.-M.-Klein
- 1990 : Prix QSPELL / Prix Mavis-Gallant pour un ouvrage de Non-Fiction en 1990[22]
- 2004 : Grand prix du livre de Montréal pour Franklin's Passage[23]
- 2007 :  Prix A.-M.-Klein de poésie pour Reaching for Clear: The Poetry of Rhys Savarin[24]
- 2009 : Prix Spirale Eva-Le-Grand pour Le bon prof : essais sur l'éducation[25]